# Kuzbass
Kuzbass (russisk: Кузбасс, tr. Kuzbass), der er en sammentrækning af Kuznetsk-kulbækkenet (russisk: Кузнецкий угольный бассейн, tr. Kuznetskij ugolnyj bassejn) er et af verdens rigeste kulområder. Kulområdet ligger i Kemerovo oblast det sydvestlige Sibirien i Rusland. Kuzbass dækker et areal på 69 900 km². Kulforekomsterne forekommer i Kuznetsksænkningen mellem Tomsk og Novokuznetsk ved floden Tom. Mod syd grænser Kuzbass op til Abakanbjergene, i vest til Salairryggen og mod nord til Kuznetsk Alatau.
Kuzbass indeholder nogen af verdens største kulforekomster i optil 1800 meters dybde. De samlede kullforekomstene er estimeret til 725 milliarder ton. De øvrige industrier i regionen, som maskinbygning, kemisk og metallurgisk industri, er alle baseret på kulminerne.
I sovjetperioden havde kun Donbass i Ukraine større regional kulproduktion end Kuzbass. I Kuzbass-området påbegyndtes jernsmeltning så tidlig som 1697. Kulforekomsterne blev opdaget i 1721, men blev først systematisk udvundet fra 1851. Industrialiseringen af Rusland i slutningen af 1800-tallet understøttede en hurtig vækst i industrierne i området, der yderligere blev fremmet af fuldførelsen af Den transsibiriske jernbane. I begyndelsen af 1930'erne, under sovjets første femårsplan blev Ural-Kuznetsk industrikombinat dannet. Kombinatet blev center for produktionen af jern og stål, zink, aluminium, maskiner og kemikalier.
Sovjetunionens økonomiske problemer i slutningen af 1980'erne forårsagede strejker blandt Kuzbass' kulminearbejdere i 1989 og 1990, hvilket alvorligt svækkede Mikhail Gorbatsjovs reformistiske regering. Efter Sovjetunionens opløsning og privatiseringen stod regionens industrier overfor yderligere en krise. Siden da har Kuzbass' betydning imidlertid øget. Kuzbass står nu for over 56% af produktionen af stenkul i Rusland, i 2015 var den samlede produktion af kul i Kuzbass på 215,2 millioner ton.
Kuzbass største byer er Kemerovo (549.159), Anzjero-Sudzjensk (73.705), Leninsk-Kuznetskij (98.667), Kiseljovsk (93.367) og Prokopjevsk (200.547).
De største kulselskaber i området er Kuzbassrazrezugol (russisk: Кузбассразрезуголь), Raspadskaja (russisk: Распадская) og Juzjkuzbassugol (russisk: Южкузбассуголь)